# Pușcă cu repetiție „Berthier”, model 1907/1915
Pușca cu repetiție „Berthier”, model 1907/1915 a fost o armă individuală de infanterie de calibrul 8 mm, cu încărcare manuală, proiectată, la sfârșitul anilor 1880-1900, de Emile Berthier, constructor de arme francez. S-a aflat în înzestrarea Armatei Franceze și a altor armate, în perioada Primului Război Mondial și în perioada interbelică. Pușca a fost utilizată și de Armata României, începând cu campania din anul 1917.

## Principii constructive
Pușca Berthier era o armă portativă neautomată, destinată tragerii la distanțe medii și mari. Avea țeavă ghintuită, zăvorâtă cu închizător manual, de tip Mannlicher. Sistemul de alimentare era cu acționare manuală și lamă cu 3-5 cartușe. Evacuarea tuburilor trase se făcea printr-un orificiu din cutia culatei, cu ajutorul unui mecanism extractor cu gheară. 

### Primul Război Mondial
Multe puști și carabine de tip 1916 au fost produse prea târziu pentru a vedea serviciul în primul război mondial, dar au fost folosite după război, în special în serviciul colonial.
Armata greacă din Asia Minoră a primit 10.000 Berthier Mle 07/15 și Mle 1892 M16 pentru a lupta împotriva turcilor.
Cehoslovacia a primit un număr mare de puști Mle 07/15 după primul război mondial.
Republica spaniolă a primit circa 20 000 Berthier 1907/15 în timpul războiului civil spaniol.